# Rigidipenna
Rigidipenna is een geslacht van vogels uit de familie uilnachtzwaluwen (Podargidae). Het geslacht kent maar één soort:
- Rigidipenna inexpectata – Salomonskikkerbek